# Elección al Senado de los Estados Unidos en Illinois de 2020
La Elección al Senado de los Estados Unidos en Illinois de 2020 se llevaron a cabo el 3 de noviembre de 2020 para elegir a un miembro del Senado de los Estados Unidos para representar al estado de Illinois, al mismo tiempo que las elecciones presidenciales de los Estados Unidos de 2020, así como otras elecciones al Senado de los Estados Unidos en otros estados. Elecciones a la Cámara de Representantes de los Estados Unidos y varias elecciones estatales y locales y el Impuesto Justo de Illinois. El actual senador demócrata Dick Durbin, quien ha sido el líder de la minoría en el Senado desde 2015, ganó la reelección para un quinto mandato, derrotando al candidato republicano Mark Curran.

## Elección general

### Predicciones
| Fuente                | Clasificación | As of                  |
| --------------------- | ------------- | ---------------------- |
| Cook Political Report | Sólido        | 29 de octubre de 2020  |
| Inside Elections      | Sólido        | 28 de octubre de 2020  |
| Sabato's Crystal Ball | Sólido        | 2 de noviembre de 2020 |
| 270toWin              | Sólido        | 2 de noviembre de 2020 |
| Político              | Sólido        | 2 de noviembre de 2020 |

### Encuestas
| Fuente de la encuesta | Fecha(s) de realización                | Tamaño de muestra | Margen de error | Dick Durbin (D) | Mark Curran (R) | Willie Wilson (I) | Otro Indecisos |
| --------------------- | -------------------------------------- | ----------------- | --------------- | --------------- | --------------- | ----------------- | -------------- |
| Research Co.          | 31 de octubre - 1 de noviembre de 2020 | 450 (LV)          | ± 4.6%          | 52%             | 30%             | –                 | 18%            |
| Victory Research      | 26 de octubre - 1 de noviembre de 2020 | 1,208 (LV)        | ± 2.8%          | 51%             | 26%             | 15%               | 9%             |

#### Encuesta hipotética
con Dick Durbin, republicano genérico y Willie Wilson
| Fuente de la encuesta                  | Fecha(s) de realización | Tamaño de muestra | Margen de error | Dick Durbin (D) | Republicano genérico | Willie Willie (l) | Otro Indecisos |
| -------------------------------------- | ----------------------- | ----------------- | --------------- | --------------- | -------------------- | ----------------- | -------------- |
| Ogden & Fry/Citizens for Willie Wilson | 4 de septiembre de 2020 | 449 (LV)          | ± 4.31%         | 44.1%           | 33.6%                | 4.0%              | 18.3%          |

con Dick Durbin y Willie Wilson
| Fuente de la encuesta                  | Fecha(s) de realización | Tamaño de muestra | Margen de error | Dick Durbin (D) | Willie Willie (l) | Otro Indecisos |
| -------------------------------------- | ----------------------- | ----------------- | --------------- | --------------- | ----------------- | -------------- |
| Ogden & Fry/Citizens for Willie Wilson | 4 de septiembre de 2020 | 420 (LV)          | ± 4.31%         | 44.3%           | 25.0%             | 30.7%          |

### Resultados
| Elección al Senado de los Estados Unidos en Illinois de 2020 | Elección al Senado de los Estados Unidos en Illinois de 2020 | Elección al Senado de los Estados Unidos en Illinois de 2020 | Elección al Senado de los Estados Unidos en Illinois de 2020 | Elección al Senado de los Estados Unidos en Illinois de 2020 | Elección al Senado de los Estados Unidos en Illinois de 2020 |
| Partido                                                      | Partido                                                      | Candidato/a                                                  | Votos                                                        | %                                                            |                                                              |
| ------------------------------------------------------------ | ------------------------------------------------------------ | ------------------------------------------------------------ | ------------------------------------------------------------ | ------------------------------------------------------------ | ------------------------------------------------------------ |
|                                                              | Demócrata                                                    | Dick Durbin (titular)                                        | 3,278,930                                                    | 54.93%                                                       |                                                              |
|                                                              | Republicano                                                  | Mark Curran                                                  | 2,319,870                                                    | 38.87%                                                       |                                                              |
|                                                              | Willie Wilson Party                                          | Willie Wilson                                                | 237,699                                                      | 3.98%                                                        |                                                              |
|                                                              | Libertario                                                   | Danny Malouf                                                 | 75,673                                                       | 1.27%                                                        |                                                              |
|                                                              | Verde                                                        | David F. Black                                               | 55,996                                                       | 0.95%                                                        |                                                              |
| Total                                                        | Total                                                        | Total                                                        | 5,968,901                                                    | 100.0%                                                       |                                                              |
| Margen de victoria                                           | Margen de victoria                                           | Margen de victoria                                           | 959,060                                                      | 16.06%                                                       |                                                              |
|                                                              | Control Demócrata                                            |                                                              |                                                              |                                                              |                                                              |